# الخطوط الجوية الصربية الرحلة 324
في 18 فبراير 2024، تجاوزت رحلة الخطوط الجوية الصربية رقم 324 ، وهي طائرة إمبراير اي-جت التي تديرها شركة ماراثون للطيران نيابة عن الخطوط الجوية الصربية، والتي كان من المقرر أن تطير من بلغراد إلى دوسلدورف، المدرج أثناء الإقلاع، واصطدمت بعدة هياكل أرضية قبل الإقلاع والعودة إلى المطار. كان على متن الطائرة 111 شخصا ولم يتعرض أي منهم لأذى. أخرجت الطائرة من الخدمة.

## الحادثة
كانت من المقرر أن تقلع الرحلة 324 من بلغراد إلى دوسلدورف في رحلة مدتها ساعتين و10 دقائق، وأثناء إقلاعها، تجاوزت الطائرة المدرج واصطدمت بعدد من أضواء اقتراب المطار ونظام الهبوط الآلي قبل أن تحلق في نهاية المطاف في الهواء. تعرضت الطائرة لأضرار جسيمة في جسم الطائرة وجذر الجناح الأيسر والمثبت الأيسر، وعادت الطائرة إلى بلغراد وهبطت بسلام دون وقوع أي حادث آخر، ودون الإبلاغ عن أي إصابات بين الركاب البالغ عددهم 111 راكبا.

## الطائرة
كانت الطائرة المعنية، المصنعة في عام 2008، من طراز إمبرايرإمبراير اي-جت، المسجلة باسم OY-GDC برقم تسلسلي للشركة المصنعة 19000204.

## بعد الحادثة

### الخطوط الصربية
نتيجة للحادث، أنهت شركة طيران صربيا اتفاقية عقد الإيجار الشامل للخدمة (الإيجار الرطب) مع شركة ماراثون للطيران في 21 فبراير وأخرجت أسطولها بالكامل من طائرات إمبراير.

### الطائرة
بعد الحادث تعرضت الطائرة لأضرار كبيرة وجرى شطبها من الخدمة في النهاية. وبعد ذلك، تأكد أن الطائرة سيتخلص منها ويعاد تدويرها للحصول على قطع غيار،  وتعد هذه هي الخسارة الثالثة لهيكل طائرة إمبراير E195 بعد أن تجاوزت طائرة كالستار للطيران إمبراير E195 المدرج في كوبانج بإندونيسيا في ديسمبر 2015،  واشتعلت النيران في طائرة نورديك أفييشن كابيتل إمبراير E195 في مطار خوان سانتاماريا الدولي في مارس 2022.

## التحقيقات
بحسب التقرير الأولي الصادر عن مركز صربيا للتحقيق في حوادث النقل، لم تكن هناك مشاكل ميكانيكية بالطائرة أو محركاتها، وأشار التقرير إلى أن مراقبة الحركة الجوية أصدرت تعليمات للطاقم بالتوجه إلى تقاطع ممر الطيران D6 مع المدرج 30L للإقلاع من المدرج 30L لكن الطاقم خرج عند تقاطع D5. أبلغ مراقبو الحركة الجوية الطاقم بذلك وأبلغوهم أن طول المدرج المتاح من D5 هو 1,273 متر (4,177 قدم) . ثم سأل مراقبة الحركة الجوية ما إذا كان الطاقم يرغب في العودة إلى تقاطع D6. أجرى الطاقم الحسابات وأبلغ مراقبة الحركة الجوية أن الطائرة يمكن أن تقلع من الموقع D5. وبعد ذلك حصل الطاقم على تصريح الإقلاع. ومع تسارع الطائرة إلى ما يزيد عن 100 عقدة (185 كم/س؛ 115 ميل/س)، أدرك الطاقم أن طول المدرج غير كافٍ للإقلاع. ومع ذلك، لم يلغ الطاقم عملية الإقلاع. ونتيجة لذلك، أثناء إقلاع الطائرة، اصطدمت بأضواء الاقتراب للمدرج 12R وهوائيات نظام الهبوط الآلي للمطار.